# Lumban Gurning
Lumban Gurning is een bestuurslaag in het regentschap Toba Samosir van de provincie Noord-Sumatra, Indonesië. Lumban Gurning telt 636 inwoners (volkstelling 2010).